# Ogród Wiktorii
Ogród Wiktorii – przystanek kolei wąskotorowej(Gnieźnieńska Kolej Wąskotorowa) w Gnieźnie, w dzielnicy Osiniec, w województwie wielkopolskim, w Polsce. 2 sierpnia 1894 roku władze powiatu witkowskiego otrzymały od prezesa rejencji bydgoskiej 60-letnią koncesję na eksploatację kolei. Sejmik powiatu witkowskiego wykupił 29 lipca 1893 roku od Cukrowni Gniezno kolej wąskotorową do Odrowąża,  celem wykorzystania jej do ruchu publicznego. Po przebudowie, przystanek oddano do użytku w 1895 roku. Nieoficjalnie pierwszy pociąg przyjechał 25 kwietnia 1895 roku, a oficjalnie ruch pociągów uruchomiono 1 stycznia 1896 roku. Przystanek osobowy swoją nazwę wziął od majątku znajdującego się przy ulicy Witkowskiej w Gnieźnie, na terenie którego znajdowały się sady owocowe. Przystanek zlikwidowano w końcu lat 80. XX wieku.

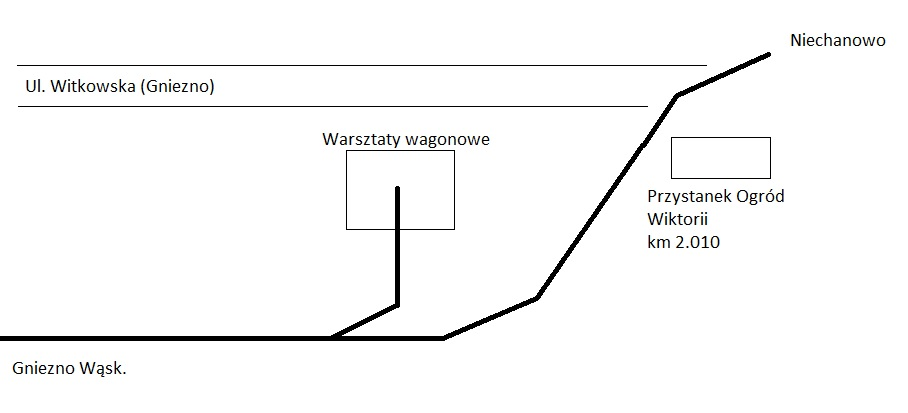
Przystanek osobowy Ogród Wiktorii, październik 1949 r.